# Stor-Gilleråstjärnen
Stor-Gilleråstjärnen är en sjö i Bräcke kommun i Jämtland och ingår i Ljungans huvudavrinningsområde. Sjön har en area på 0,0831 kvadratkilometer och ligger 443,8 meter över havet. Sjön avvattnas av vattendraget Brehungån.

## Delavrinningsområde
Stor-Gilleråstjärnen ingår i det delavrinningsområde (694633-146695) som SMHI kallar för Utloppet av Strången. Medelhöjden är 432 meter över havet och ytan är 4,44 kvadratkilometer. Det finns inga avrinningsområden uppströms utan avrinningsområdet är högsta punkten. Brehungån som avvattnar avrinningsområdet har biflödesordning 3, vilket innebär att vattnet flödar genom totalt 3 vattendrag innan det når havet efter 254 kilometer. Avrinningsområdet består mestadels av skog (78 procent). Avrinningsområdet har 1,56 kvadratkilometer vattenytor vilket ger det en sjöprocent på 9,1 procent.